# حمله به تایتان
اتک آن تایتان یا حمله به تایتان (به ژاپنی: 進撃の巨人، Shingeki no Kyojin)، (به انگلیسی: Attack on Titan) یک مجموعه مانگای ژاپنی است که توسط هاجیمه ایسایاما نوشته و طراحی شده است. این مجموعه از ۹ سپتامبر ۲۰۰۹ در مجله بساتسو شونن منتشر می‌شد و در ۲۱ آوریل ۲۰۲۱ با ۳۴ جلد و ۱۳۹ قسمت پس از ۱۱ سال به اتمام رسید. خلاصه داستان این است که قرن‌ها پیش انسان‌ها توسط غول‌هایی به نام تایتان تا مرز نابودی پیش می‌روند. انسان‌های باقی‌مانده برای حفاظت از جان خود دیوارهای بلندی می‌سازند و به مدت ۱۰۰ سال درون این دیوارها در امنیت کامل به سر می‌برند تا زمانی که یک تایتان غول آسا (تایتان عظیم الجثه) از راه می‌رسد و دیوار را خراب می‌کند.
پخش فصل اول مجموعه تلویزیونی انیمه اتک آن تایتان از ۶ آوریل ۲۰۱۳ در ماینیچی برودکاستینگ سیستم شروع شد و تا ۲۸ سپتامبر ۲۰۱۳ به طول انجامید. فصل دوم انیمه نیز از آوریل ۲۰۱۷ پخش شد. عرضهٔ بخش نخست از فصل سوم این انیمه نیز از ژوئیه ۲۰۱۸ آغاز شد و بخش دوم آن نیز از ۲۹ آوریل ۲۰۱۹ پخش شد. لایو اکشنی دو بخشی نیز بر اساس آن، با عنوان‌ها حمله به تایتان و حمله به تایتان: پایان دنیا در سال ۲۰۱۵ ساخته شده است. فصل چهارم انیمه نیز به دلیل شیوع ویروس کرونا از قسمت ۱۷ به بعد در زمستان ۲۰۲۲ ساخته شد.
حمله به تایتان به موفقیتی تجاری نیز تبدیل شد چنان‌که بیش از ۲۸ میلیون نسخه از مانگای آن تا پایان سال ۲۰۱۳ به فروش رسید و پخش انیمه آن باعث افزایش ناگهانی محبوبیت آن شد که البته با نقدهای بسیاری دربارهٔ داستان و فضای آن نیز همراه بود.

## طرح کلی

### زمینه
۱۰۷ سال پیش از شروع داستان، ظهور غول‌هایی انسان‌مانند که آن‌ها را تایتان (به ژاپنی: 巨人، Kyojin) می‌نامند بشریت را وادار به زندگی در درون دیوارهایی بلند کرد. این دیوارها به صورت سه دایره هم مرکز هستند و به ترتیب با نام‌های ماریا (ウォール・マリア، Wōru Maria)، رز (ウォール・ローゼ، Wōru Rōze) و شینا (ウォール・シーナ، Wōru Shīna) شناخته می‌شوند. صد سال است که انسان‌ها درون این دیوارها با آرامش زندگی کرده‌اند تا اینکه ناگهان روزی، غولی ۶۰ متری (بلندتر از دیوار ماریا) دیوار ماریا را سوراخ کرده و راه را برای ورود تایتان‌های دیگر فراهم می‌کند. با سقوط دیوار ماریا، بشریت بیشتر زمین‌های کشاورزی و شهرها و مردمش را از دست داده و دچار قحطی می‌شود.
انسان‌ها در این صد سال اطلاعات چندانی دربارهٔ غول‌ها، منشأ پیدایش یا چگونگی تولیدمثل آن‌ها به‌دست نیاورده‌اند. غول‌ها معمولاً بین ۳ تا ۱۵ متر بلند هستند، لباس نمی‌پوشند، اندام تولیدمثل ندارند و علاقه زیادی به خوردن انسان‌ها دارند. آن‌ها پوست محکمی دارند و فقط با آلیاژ خاصی می‌توان روی آن‌ها خراش ایجاد کرد و به راحتی زخم‌ها و حتی بریده شدن سر و اعضای بدن خود را بازیابی می‌کنند و تنها نقطه ضعفشان پشت گردنشان است. این کار آن‌ها باعث اختراع ابزار تحرک همه‌جانبه (立体機動装置، Rittai Kidō Sōchi) به دست انسان‌ها شده که انسان‌ها را قادر به مبارزه کردن در فضایی سه بعدی در مقابل تایتان‌ها می‌کند.

## خلاصه داستان
داستان، حول اِرن یِگِر (Eren Jaeger)، میکاسا اَکِرمَن (Mikasa Ackerman) و دوست این دو با نام آرمین آرلرت (Armin Arlert) می‌گذرد. پس از سقوط دیوار ماریا و شهر شیگانشینا (Shiganshina)توسط تایتان‌ها، مادر اِرن به دست یک تایتان کشته می‌شود و او قسم می‌خورد که انتقام مادرش را از تایتان‌ها بگیرد. او به همراه دوستانش به هنگ اکتشاف(Scout Regiment) ملحق می‌شوند تا تایتان‌ها را از بین ببرند.

### فصل اول
داستان از منطقه شیگانشینا در دیوار ماریا شروع می‌شود. ارن یِگِر به همراه پدرش گریشا یِگِر، مادرش کارلا یِگِر و میکاسا آکرمن در آرامش زندگی می‌کند. اما همه چیز با پیدا شدن یک تایتان غول آسا (colossal titan) به هم می‌ریزد. غولی که اندازه‌اش ۶۰ متر است (۱۰ متر بلندتر از دیوار) و با پای خود دروازه شیگانشینا را نابود می‌کند. با نابود شدن دروازه، تایتان‌های خالص(Pure titans) به داخل منطقه شیگانشینا حمله ور می‌شوند. در پی این حمله مادر ارن به دست تایتانی خندان (The laughing titan) خورده می‌شود. درهمان حال که مردم درحال فرار از شیگانشینا به دیوار رز بودند، تایتانی زره پوش(Armored titan) پدیدار می‌شود و دیوار ماریا را سوراخ می‌کند بعد ناپدید می‌شود و دیوار ماریا سقوط می‌کند. بعد از این اتفاق‌ها ارن قسم می‌خورد که انتقام مادرش و همه انسان‌ها را از تایتان‌ها بگیرد. او می‌خواهد به هنگ اکتشاف برای کشتن تایتان‌ها ملحق شود و دوستانش هم در این راه او را همراهی می‌کنند.

### فصل دوم
در منطقه استوهس(Stohess) آرمین با توجه به حضور تایتان‌هایی در دیوارها، این نظریه را بیان کرد که احتمالاً دیوارها از کریستال‌های سخت تایتان‌ها ساخته شده باشند. در همین حال، هانجی نیز تحقیقاتش بر روی تکه‌ای از کریستال تایتان مؤنث (آنی لئون هارت) و تکه‌ای از دیوار شروع کرده بود و نظریه آرمین توسط او تأیید شد. افراد دسته ۱۰۴ام که به هنگ اکتشاف پیوسته بودند، در سالن غذاخوری بودند که ساشا براوس متوجه حضور تایتان‌ها در استوهس شد. افراد این نیرو به همراه چند تن از کاپیتان‌ها برای جنگیدن با تایتان به پیش می‌رفتند که ناگهان با سرعت بیش از حد تایتان‌ها مواجه شدند. میکه، برترین کاپیتان پس از لیوای آکرمن برای حمله به تایتان‌ها پیش قدم شد تا بقیه اعضا وقت کافی برای اطلاع‌رسانی به دیگر روستاها را داشته باشند. وی پس از کشتن ۵ تایتان تصمیم گرفت به گروه ملحق شود. اما با تایتانی با شکل ظاهری میمون روبرو شد که اسبش را به طرفش پرتاب کرد و باعث شد میکه گیر یک تایتان بیفتد تایتان میمون با زبان انسان به تایتان دیگر دستور داد تا میکه را زمین بگذارد و زمانی که ابزار مانورش را گرفت، دوباره با زبان انسان‌ها دستور داد تا او را بخورند. در همین حین کُنی اسپرینگر، یکی از اعضای دسته ۱۰۴ام به روستایش رسید و در آنجا با خانه‌های ویران شده روبرو شد. او به سمت خانه‌اش رفت تا سراغ پدر و مادرش را بگیرد که با بدن تایتانی با دست و پاهایی نحیف که توان حرکت کردن نداشتند، روبرو شد. تایتان تا حدی شبیه به مادر کُنی بود! گروه جستجو بیان کردند که با توجه به نبودن ردی از خون، احتمالاً افراد روستا فرار کرده باشند. کُنی با قبول کردن این موضوع به راهش ادامه داد.

### تاریخچه بشریت
شخصی به نام «یمیر فریتز» با منبع حیات تماس پیدا کرد. مارلیایی‌ها معتقدند یمیر در حقیقت با شیطان قراداد بسته و نتیجه آن قدرتی فراتر از قدرت انسان‌ها یا همان قدرت تایتان‌هاست. پس از مرگ یمیر، قدرت او به نه تایتان تقسیم شد:
1. تایتان بنیان‌گذار (مادر)
2. تایتان حمله (مبارز)
3. تایتان زره‌پوش (زرهی)
4. تایتان غول‌آسا (عظیم‌الجثه)
5. تایتان آرواره (خرد کننده)
6. تایتان جانور (میمون)
7. تایتان مؤنث (زن)
8. تایتان چکش جنگ (پتک)
9. تایتان ارابه (بارکش)

پس از مرگ یمیر امپراتوری الدیا ساخته شد و مهم‌ترین دشمن خود یعنی مارلی را نابود کردند. سالیان سال به همین روال می‌گذرد و هر سیزده سال یکبار قدرت تایتان‌ها به فرد دیگری سپرده می‌شد و فقط الدیایی‌ها که فرزندان یمیر بودند می‌توانستند قدرت تایتان‌ها را به ارث ببرند. تا اینکه قدرت یمیر فریتز به شاه کارل فریتز می‌رسد. به دلیل جنگ‌های داخلی بر سر ارث بردن قدرت تایتان‌ها او تصمیم می‌گیرد به امپراتوری الدیا پایان دهد. او به همراه ۲۰٬۰۰۰٬۰۰۰ تایتان پنجاه متری و عده‌ای از مردم به جزیرهٔ پارادیس می‌روند و در آنجا سه دیوار ماریا، رز و سینا را با استفاده از ۲۰٬۰۰۰٬۰۰۰ تایتان می‌سازند و بعد با قدرت تایتانی‌اش حافظهٔ مردم خودش را تغییر می‌دهد و به مردم می‌گوید در تمام جهان فقط آنها توانسته‌اند زنده بمانند و باقی جهان توسط تایتان‌های بیرون دیوارها از بین رفته‌اند.

### پیمان ضد جنگ
این پیمان شاه فریتز با تایتان بنیادی است. نتیجه پیمان ضد جنگ با افراد سلطنتی این است که آنها را برده تفکرات شاه فریتز می‌کند و فکر می‌کنند اگر دست از پا خطا کنند به سقوط انسان‌ها منجر می‌شود.
«اگر الدیا تصمیم بگیرد یک بار دیگر دنیا را به خاک و خون بکشد همه ما نابود خواهیم شد، چون من با تایتان بنیادی پیمانی بستم که دیگر جنگ راه نیندازم.» 
این آخرین سخنان شاه قبل از بستن دروازه‌های دیوار به خاندان سلطنتی داخل قاره بود.

### فصل سوم
بشریت هنوز هم توسط «تایتان‌ها» تهدید می‌شود که آزادی آنها را ربوده‌اند، بشر در داخل دو دیوار باقی مانده در قفس باقی می‌ماند. تلاش‌ها برای از بین بردن این هیولاها ادامه دارد. با این حال، تهدیدها نه تنها از سوی تایتان‌های آن سوی دیوارها، بلکه از سوی انسان‌های درون آن‌ها نیز به وجود می‌آیند.
ارن یاگر پس از نجات از دست تایتان‌های عظیم و زرهی، خود را وقف بهبود فرم تیتان می‌کند. کریستا لنز تلاش می‌کند تا از دست دادن دوستش را بپذیرد، کاپیتان لوی ارن و دوستانش را برای تشکیل تیم جدید شخصی خود انتخاب می‌کند و فرمانده اروین اسمیت از جراحات خود بهبود می‌یابد. همه چیز برای سربازان خوب به نظر می‌رسد، تا اینکه دولت ناگهان خواستار بازداشت ارن و کریستا شد. موفقیت‌های اخیر سپاه بررسی توجه‌ها را به خود جلب کرده است و چهره ای آشنا از گذشته لوی برای جمع‌آوری سربازان تحت تعقیب فرستاده می‌شود. لوی و تیم جدیدش که دولت به دنبال آن هستند، باید از دشمنان خود فرار کنند تا بتوانند ارن و کریستا را ایمن نگه دارند.
ارن و سربازان همکارش نه تنها برای بقای خود در برابر تایتان‌های وحشتناک می‌جنگند، بلکه در برابر وحشت دشمنی به مراتب مهم‌تر هم می‌جنگند: همنوعانشان.

### فصل چهار
چهار سال پس از شکست واحد جنگجو در جزیره پارادیس، مارلی در حال جنگ با نیروهای متحد شرق میانه است. در نتیجه، عملیات بازپس‌گیری تایتان مؤسس به حالت تعلیق درآمد. در نبرد نهایی در پایگاه نیروهای متفقین، فورت اسلاوا، مارلی سربازان الدیایی شامل جنگجویان کاندیدها (نامزدهای به ارث بردن قدرت نه تایتان) فالکو گریس، برادر بزرگترش کلت، پسر عموی راینر، گابی براون، اودو و زوفیا را فرستاد. کلت به فرمانده تئو ماگات پیشنهاد فرستادن تایتان‌های جنگجو را می‌دهد، اما او به دلیل داشتن یک توپ کشنده ضد تایتان، قطار زرهی نیروهای متفقین را رد می‌کند. گابی موفق می‌شود به قطار نزدیک شود و آن را با نارنجک‌های دستی از کار بیندازد. این به Pieck 's Cart Titan و Galliard 's Jaw Titan اجازه می‌دهد تا به قلعه حمله کنند. از یک کشتی هوایی در بالا، الدیان‌ها توسط زیک با استفاده از فریاد او به تیتان‌های خالص تبدیل می‌شوند و به داخل قلعه رها می‌شوند و بسیاری از ساختار آن را ویران می‌کنند. تایتان زرهی راینر، با کمک تایتان فک، با موفقیت سیستم دفاعی قلعه، از جمله قطار زرهی دیگر را پودر می‌کند. زیک با اشاره به اینکه علت این جنگ شکست جنگجویان بود، به هیولا تایتان تبدیل می‌شود و ناوگان متفقین خاورمیانه را نابود می‌کند و در نتیجه جنگ چهار ساله را با پیروزی مارلی به پایان می‌رساند. با این حال، پس از مشاهده تسلیحات ضد تایتان توسعه یافته، مارلی متوجه نیاز به از سرگیری عملیات برای بازیابی تایتان مؤسس می‌شود.

## شخصیت‌های اصلی

### ارن یِگِر
تنها فرزند مشترک گریشا یگر فردی الدیایی و کارلا یگر است، گفته می‌شود کارلا فردی با اصالت مدیترانه‌ای و الدیایی است و همسر دوم (بعد از مرگ همسر اول گریشا یگر، دینا فریتز، مادر زیک یگر) گریشا یگر است. پدر ارن پزشک و مادرش خانه‌دار بود. ارن چشمان گربه‌ای سبز و موهای تیره با پوستی گندمی روشن دارد. از آنجا که ارن یگر بعدها قدرت تسلط به گذشته و آینده را پیدا می‌کند، اتفاقات کودکیش را خودش در آینده رقم می‌زند. او همیشه به دنبال آزادی و دیدن دنیای بیرون از دیوارها به همراه میکاسا آکرمن و آرمین آرلرت بود. گریشا یگر دوست و پزشک خانوادگی، خانواده آکرمن (خانواده میکاسا) بود و یک بار که به دیدن و معاینه آنها می‌رفت ارن را با خود به همراه می‌بَرَد تا با میکاسا آکرمن آشنا و دوست شود اما به محض باز کردن درِ خانه میکاسا با صحنه وحشتناکی روبه‌رو می‌شود و به دنبال باخبر کردن پلیس ارن را تنها می‌گذارد ارن در این فرصت چاقویی به دست می‌گیرد و قاچاقچیانی که میکاسا را برای فروش دزدیده بودند و والدینش را کشته بودند به قتل می‌رساند و دست آخر میکاسا هم به او ملحق می‌شود و جان ارن را نجات می‌دهد. ارن میکاسا را قانع می‌کند که با آنها زندگی کند. یک سال بعد با هجوم تایتان عظیم‌الجثه و دیگر تایتان‌ها دیوار ماریا خراب می‌شود و کارلا یگر برای نجات جان ارن و میکاسا توسط تایتان خندان (دینا فریتز) در حضور و در حالی که ارن داشت تماشا می‌کرد خورده می‌شود و ارن آن روز قسم می‌خورد که همه تایتان‌ها را نابود کند. پدر ارن بعد از اینکه متوجه می‌شود چه اتفاقی افتاده ماده نخاعی که می‌تواند ارن را تبدیل به تایتان کند به او تزریق می‌کند و ارن گریشا را می‌خورد و تایتان مهاجم را به ارث می‌برد. ارن به همراه میکاسا آکرمن و آرمین آرلرت به ارتش و بعد هم به هنگ اکتشاف ملحق می‌شود. وقتی جانش را فدای آرمین می‌کند و توسط یک تایتان خورده می‌شود برای اولین بار به تایتان مهاجم تبدیل می‌شود و جان میکاسا را نجات می‌دهد و با قرار دادن سنگی روی سوراخ بزرگ دیوار جلوی پیشروی تایتان‌ها را می‌گیرد. او متوجه می‌شود که کسانی که به دیوار ماریا حمله کردند و موجب مرگ مادرش شدند سه‌تا از دوستان نزدیک و قابل اعتمادش بودند و آنها از ارن می‌خواهند که با آنها به مارلی بیاید اما ارن قبول نمی‌کند و باعث درگیری بین هنگ و آن سه می‌شود و فقط راینر براون (یکی از آن سه) به مارلی بازمی‌گردد. در قسمتی ارن با لمس کردن عضوی از خاندان ریس (پدر هیستوریا ریس، راد ریس) می‌تواند حدود ۲۰۰۰ سال گذشته و آینده را در ثانیه‌ای ببیند و بعدها با نقشه برادر بزرگترش زک یگر و یلنا به مارلی نفوذ و حمله می‌کند و لارا تایبار (تایتان پتک) را می‌خورد و قدرتش چندین برابر می‌شود (حدود ۹۹ درصد) ولی بعد با دستگیر شدن و اختلاف با هنگ اکتشاف حزب یگریست را با سرگروهی فلوک فورستر تشکیل می‌دهد که با نقشه آتانازی، نابودی ۸۰ درصد مردم دنیا و تایتان‌ها و آزادکردن یمیر فریتز (اولین تایتان دنیا که ۲۰۰۰ سال بعد از مرگش در بند بود و وظیفه ترمیم تایتان‌ها را داشت) موافق بودند. بعد از مرگ ساشا براوس ارن متوجه می‌شود که با کارها و نقشه‌ها و اهداف خود جان دوستانش را به خطر می‌اندازد و چاره‌ای جز طرد کردن آنها ندارد در اصل ارن همه این کارها را برای زندگی راحت و آزاد کسانی‌که دوستشان داشت می‌کرد و بعد از به فرجام رسیدن نقشه (حدود ۸۰ درصد مردم دنیا و تمام تایتان‌ها از بین رفتند و میکاسا و ارن با نشان دادن عشقشان یمیر فریتز را آزاد کردند) ارن با بوسیدن میکاسا آکرمن به خواست خودش سرش توسط میکاسا بریده می‌شود و در دنیایی دیگر با آرمین آرلرت و تمام دوستانش وداع می‌گوید و همه متوجه بزرگواری و فداکاری او می‌شوند. او در صحبت‌هایش با آرمین آرلرت به او می‌گوید که همیشه عاشق میکاسا بوده و تنها خواسته‌اش زندگی و مرگ در کنار میکاسا بوده و به آرمین می‌گوید که دلش نمی‌خواهد میکاسا را با مرد دیگری ببیند اما برای خوشبختی میکاسا از آرمین می‌خواهد تا چیزی راجع به این صحبت‌ها به میکاسا نگوید. و در آخر تنها عضو ارن که باقی ماند سرش بود که زیر درختی که همیشه دوست داشت تا در آنجا استراحت کند توسط میکاسا دفن شد و برای همیشه از ارن به‌عنوان یک قهرمان یاد شد.

### میکاسا آکرمن
میکاسا آکرمن، دوست کودکی «ارن یِگر» و «آرمین آرلرت» است. به ظاهر مادرش تنها فرد ژاپنی و پدر او غربی بوده است. میکاسا از خاندان «آکرمن‌ها» می‌باشد که به نظر می‌رسد دارای قدرت جسمی فوق‌العاده‌ای هستند. پدر و مادر او به دست قاچاقچی‌های انسان کشته شدند و خودش دزدیده شده و بعد توسط ارن نجات پیدا کرد و پس از آن با خانواده یِگِر زندگی کرد. میکاسا برای محافظت از آخرین فرد خانواده خود یعنی ارن یِگر و همچنین به خاطر قولی که به مادر ارن داده بود همراه وی وارد ارتش شد و بعد از آن به گروهان شناسایی پیوست. او پس از مرگ خانواده اش شخصیتی سرد و خشک پیدا کرده و کمتر پیش می‌آید احساساتش را نشان دهد و از هفت خاندان شناخته شدهٔ آکرمن فقط میکاسا و لیوای زنده مانده‌اند. خاندان آکرمن با تایتان مادر ارتباط دارند.

### آرمین آرلرت
نوجوانی با چشمانی آبی و موهای زرد و لاغر اندام است. دوست صمیمی و دوران بچگی میکاسا و ارن است. آرمین در بچگی کتابی از پدربزرگش نشان ارن داد که دربارهٔ دنیای بیرون از دیوارها بود. از آن پس هردو برای کشف دنیای بیرون از دیوار تلاش کردند. آرمین از نظر قدرت بدنی به پای سربازان دیگر نمی‌رسد اما مغز متفکر گروه است و نقشه‌های هوشمندانه ای طراحی می‌کند. او شخصیتی نرم و احساساتی دارد. پدر و مادر آرمین هر دو برای فرار به بیرون دیوارها کشته شدند و آرمین همراه پدربزرگ خود زندگی می‌کرد. پدربزرگ آرمین بعد از سقوط شینگانشینا توسط ارتش برای بازپس‌گیری فرستاده شد و توسط تایتانی خورده شد. در فصل سوم با بلعیدن برتولت هوور، قدرت تایتان عظیم الجثه را به‌دست می‌آورد.

### لیوای آکرمن
وی تنها و آخرین عضو اصیل از خاندان آکرمن است. او موهای مشکی با چشمان طوسی، مشکی دارد و جذابیت و زیبایی او در بین طرفداران این انیمه زبان‌زد است. لیوای بخاطر تغذیه نادرست و نرسیدن کافی نور به او در دوران کودکی و نوجوانی قدی حدود ۱۶۰ دارد. اطلاعات رسمی از پدر وی در دسترس نیست اما گفته می‌شود که او پلیس بوده و قبل از به‌دنیا آمدن لیوای به قتل رسیده است. کِنی آکرمن (دایی لیوای) بارها به کوچل آکرمن پیشنهاد سقط لیوای را داد ولی کوچل این پیشنهاد را با قاطعیت رد کرد. مادر او کوچل آکرمن به شدت لیوای را دوست داشت و در مهمان‌خانه‌ای در 地下 Chika (شهری زیرزمینی) با تن‌فروشی زندگی می‌کرد و به شدت فقیر بود طوری که به علت مریضی و گرسنگی وقتی لیوای خردسال بود درگذشت. لیوای تا آمدن کنی آکرمن تنها با جنازه مادرش زندگی می‌کرد. کنی بعد از تعالیم جنگیدن به لیوای او را تنها گذاشت چون معتقد بود نمی‌تواند پدر خوبی برای لیوای باشد و لیوای تا جوانی به تنهایی زندگی می‌کرد و برای دخل و خرج روزانه‌اش با ایزابل (دختر خالهٔ ارن یگر) و فورلان با کمک ابزار مانوور (ابزاری که فقط در دسترس ارتش بوده) دزدی می‌کردند تا اینکه خبر به بالا رسید و آنها (اروین اسمیت، میکه زکریاس و …) برای دستگیری و ملحق کردن لیوای به هنگ خود اقدام کردند و موفق شدند. لیوای در اولین مأموریتی که داشت اقدام به کشتن اروین اسمیت کرد اما قبل از متوجه شدن اروین اسمیت دوستان وی (ایزابل و فورلان) توسط یک تایتان به‌طور فجیعی کشته شدند و لیوای با گریه اولین تایتان خود را با روش خودش کشت و همه را از قدرت خود متعجب کرد و دست از سوءقصد به اروین اسمیت برداشت و با گذشت زمان نه تنها کاپیتان هنگ اکتشاف شد بلکه با اروین اسمیت و هانجی زوئه دوستان خوبی شدند و لقب قوی‌ترین سرباز بشریت را گرفت. جوخه او برای محافظت از ارن یگر در برابر تایتان مؤنث جان خود را باختند و از بین رفتند و اما لیوای توانست با حفظ جان ارن یگر کار ناتمام آنها را تمام کند. در بازپس‌گیری دیوار ماریا توانست تایتان حیوانی (تایتان جانور) را از پا درآرد اما لحظه آخر تایتان ارابه (پیک فینگر) توانست جان زک یگر (تایتان حیوانی) را نجات دهد. به گفته ایسایاما هاجیمه «لیوای احساساتی‌ترین فرد داستان است» اما بخاطر شرایط زندگیش از بروز دادن احساسات خود عاجز است و کم پیش می‌آید لیوای به احساساتش رجوع کند. و اما لیوای علاقه بسیاری به چای دارد طوری که ایسایاما هاجیمه گفته که اگر لیوای به هنگ اکتشاف ملحق نمی‌شد یا حتی بعد از تمام شدن جنگ‌های متوالی مغازهٔ چای فروشی تأسیس می‌کرد (می‌کند). لیوای به نظافت بسیار حساس و وسواسی است و این برمی‌گردد به زیرزمین کثیفی که کودکی و نوجوانیش را در آن گذراند و این آلودگی یکی از دلایل شدت مریضی و مرگ مادرش شد. دستمال گردن معروف و سفید لیوای در اصل تکه‌ای از لباس مادرش است. لیوای تا کنون با کسی رابطه نداشته است اما او را با بسیاری از جمله اروین اسمیت، هانجی زوئه، پترا رال، میکاسا آکرمن، ارن یگر و … مرتبط می‌کنند. به گفته ایسایاما هاجیمه «لیوای باکره است» و در آخر داستان لیوای چشم راست و برخی دیگر از اعضا و قوت بدنی خود را از دست می‌دهد و ناچار به نشستن روی ویلچر می‌شود.

### اروین اسمیت
فرمانده گروه شناسایی و مردی با تدبیر و باهوش. او شخصیتی متفکر و خونسرد دارد. تمام هدف او رسیدن به زیرزمین اسرارآمیز و پی بردن به هویت اصلی تایتان‌ها است که تقریباً تمام راه را تا رسیدن به آن طی می‌کند اما قبل از آن با شجاعت به کام مرگ می‌رود. هنگام مرگ اروین، لیوای بین تزریق مایع نخاعی تایتان شیفتر (انسان تبدیل شونده به تایتان) به اروین و آرمین آرلت برای خوردن برتولت هوور، آرمین را انتخاب می‌کند و اروین می‌میرد.

### هیستوریا ریس (کریستا لنز)
در فصل اول با نام کریستا لنز شناخته می‌شد. هویت اصلی او هیستوریا ریس، دختر راد ریس از خاندان سلطنتی است. هیستوریا در ابتدا شخصیتی بی عرضه و ضعیف داشت، اما پس از فاش شدن هویت واقعی‌اش و فهمیدن اهمیت جایگاهش بین مردم، به عنوان فردی قدرتمند با روحیه قوی و شکست ناپذیر ظاهر شد و تصمیم گرفت با تمام توانش برای نجات بشریت تلاش کند. او پس از کودتا برای پایین آوردن پادشاه تقلبی، تاج گذاری کرد و تبدیل به ملکهٔ دیوارها شد.

### کِنی آکرمن
دایی لیوای آکرمن که به‌عنوان یک قاتل بزرگ و حرفه ای شناخته می‌شود و بیش از صد نفر از سربازان ژاندارمری را کشته است. وی شخصاً لیوای را آموزش و تمرین داده است اما در فصل سوم در پی کشتن اوست. با این حال، در آخرین لحظات زندگی‌اش جعبه‌ای حاوی مایع نخاعی تایتان شیفتر (انسان تبدیل شونده به تایتان) را به لیوای می‌دهد و قدمی مثبت برای نجات بشریت برمی‌دارد.

### برتولت هوور
برتولت سربازی با شخصیتی ساده و احساسی است که در فصل دوم معلوم می‌شود همان تایتان غول پیکر است. او به همراه تایتان زره پوش سعی در دزدیدن ارن داشتند که در پایان فصل دو ارن از آن‌ها پس گرفته شد. وی در طی عملیات باز پس‌گیری دیوار ماریا کشته شده و قدرت تایتان غول پیکر او به آرمین آرلت می‌رسد.

### راینر براون
راینر یکی دیگر از سربازان بشریت است که به تایتان زره پوش تبدیل می‌شود. تایتان زره پوش یا زرهی همان تایتانی است که به همراه تایتان غول پیکر به دیوار ماریا حمله کردند. راینر شخصیتی جدی و گاهی عصبی دارد. او بخاطر احساس گناه و عذاب وجدانش دچار اختلال دو شخصیتی شده و بعضی وقت‌ها فراموش می‌کند که واقعاً کیست و فکر می‌کند همچنان سرباز بشریت است.

### فریدا ریس
فریدا ریس خواهر هیستوریا ریس از یک پدر ولی مادر متفاوت است که با خوردن مایع نخاعی عموی خود آوری ریس، توانایی تبدیل شدن به تایتان را پیدا کرد. او حقیقت جهان را مشاهده کرد و جانشین عموی خود شد. مدتی بعد گریشا یگر هنگام عبادت و برگزاری مراسم مذهبی به کلیسای تاریخی ریس حمله کرد و با فریدا وارد جنگ شد. سپس فریدا را شکست داده و قدرت تایتان بنیادی را از او دزدید و همهٔ اعضای خاندان ریس از جمله مادر، برادر و خواهران او را به قتل رساند. تنها راد ریس موفق به فرار شد.

### گریشا یِگِر
پدر ارن یگر که با تزریق سرم ارن را به تایتان تبدیل کرد. او کلید زیرزمین خانه را به ارن داده و به او گفته راز تایتان‌ها در زیرزمین مخفی شده است. گریشا بعد از تبدیل ارن به تایتان به دست خود ارن خورده می‌شود. ارن و دوستانش پس از بازپس‌گیری دیوار ماریا به آن جا می‌روند و با سه کتاب که گذشته گریشا یِگِر را بیان می‌کند مواجه می‌شوند. در آن کتاب‌ها گریشا توضیح داده است که در گذشته خانواده دیگری داشته است و هویت اصلی تایتان‌ها را فاش می‌کند. او همچنین وارث تایتان حمله بوده است

## تایتان‌ها
تایتان (به انگلیسی: Titans) و (به ژاپنی: 巨人 Kyojin) غول‌هایی هستند که ظاهری بسیار شبیه به انسانها دارند با این تفاوت که به دلیل عدم برخورداری از آلات تناسلی و همچنین اندام دفع گوارش، فاقد قدرت گوارش و تولید مثل هستند. بیشتر تایتان‌ها جنسیت مرد دارند با این‌حال تایتان‌های زن نیز دیده شده‌اند. مردم داخل دیوار آموخته بودند که ۱۰۷ سال قبل از سال ۸۵۰ تایتان‌ها ظاهر شدند و بشریت را به سرعت در معرض نابودی قراردادند. بعدها مشخص می‌شود که آنها نزدیک به ۲۰۰۰ سال قبل وجود داشته‌اند. نام تایتان از اساطیر یونانی برگرفته شده است. حمله به تایتان بیشترین اثرپذیری را از یوتون یکی از معروف‌ترین اساطیر اسکاندیناوی داشته است. هر دو افسانه «تایتان» و «یوتون» از موجودی بنام یمیر به‌وجود آمده‌اند. در قسمت ۹۶ مانگا حمله به تایتان، چندین شخصیت تایتان با اقتباس از شخصیت‌های سریال بازی تاج‌وتخت طراحی شده‌اند.

### دسته‌بندی تایتان‌ها
تایتان‌ها از لحاظ اندازه و توانایی‌هایشان دسته‌بندی می‌شوند. در جدول زیر سعی شده به‌صورت خلاصه این دسته‌بندی توضیح داده شود:
| نوع                          | توضیحات |
| ---------------------------- | --- |
| تایتان عادی (خالص)           | اکثر قریب به اتفاق تایتان‌ها از این نوع هستند. این تایتان‌ها در ارتفاع‌های ۲، ۵، ۷ و ۱۵ وجود دارند. بجز یک مورد خاص، سایرین قدرت تکلم ندارند و تنها ماهیت مشترک آنها بی‌فکر بودن آنهاست.                                                                        |
| تایتان غیرعادی               | تایتان‌های خالصی که رفتار هوشمند و غیرطبیعی دارند در این نوع، دسته‌بندی خواهند شد. |
| تایتان هوشمند (تایتان شیفتر) | "تایتان هوشمند"، "تایتان Shifter" یا "منتقل شونده" و همچنین "نه تایتان" از اسامی این تایتان‌ها است. در حقیقت انسانهایی وجود دارند که قدرت ارادی تبدیل شدن به تایتان را دارا هستند. بعضی از آنها توانایی صحبت کردن دارند و نسبت به محیط خود کاملاً آگاه هستند. |

#### تایتان‌های هوشمند
تایتان هوشمند، تایتان شیفتر (منتقل شونده) و همچنین ۹ تایتان از اسامی این نوع از تایتان‌ها است. مردم «الدیا» یا «مطیعان یمیر» با تزریق مایع نخاعی تایتان‌ها به تایتان تبدیل می‌شوند. حال، علت انتخاب نام «تایتان منتقل شونده» این است که اگر شخصی که اصالت «الدیایی» دارد با استفاده از تزریق نخاع یک تایتان به بدن او به تایتان تبدیل شود و یک تایتان هوشمند را ببلعد، تمامی قدرت تایتان هوشمند به او منتقل خواهد شد. دلیل اینکه همه تایتان‌های عادی به دنبال خوردن افراد هستند همین است. آنها امید دارند که شاید با خوردن فردی که دارای قدرت تایتان هوشمند است، قدرت وی را تصاحب کنند. تایتان‌های هوشمند فقط ۹ مورد هستند که عبارتند از:
1. تایتان بنیان‌گذار (مادر)
2. تایتان حمله کننده (مبارز)
3. تایتان زرهی (زره پوش)
4. تایتان غول‌آسا (عظیم‌الجثه)
5. تایتان آرواره
6. تایتان جانور (وحشی)
7. تایتان مؤنث (زن)
8. تایتان چکش جنگ (پتک)
9. تایتان ارابه (بارکش)

### رفتار
تایتان‌ها که در این بخش منظور همان «تایتان‌های عادی یا خالص» است، هیچ علاقه ای به گونه‌های غیرانسانی نشان نمی‌دهند. آنها با حیوانات یا گیاهان و درختان هیچ تعاملی نداشته و صرفاً به‌دنبال بلعیدن انسانها هستند. تایتان‌ها از نور خورشید انرژی می‌گیرند و پس از زخمی شدن، عضو آسیب دیده آنها سریعاً شروع به بخار کردن و ترمیم می‌کند. تنها راه کشتن آنها ضربه زدن و قطع کردن گردن آنها از پشت است. شب هنگام استراحت می‌کنند و حرکت بسیار کندی دارند. نداشتن اندام دفع گوارش موجب می‌شود تا پس از بلعیدن انسانها، پس از مدتی آنها را پس بزنند و همچنین نداشتن اندام تناسلی باعث عدم توانایی تولید مثل آنها می‌شود. فقط چند مورد خاص از تایتان‌ها توانایی تکلم دارند.

## دیوارها
۱۰۰ سال پیش از شروع داستان با ظهور تایتان‌ها بشریت مجبور شد برای ادامه حیات به زندگی درون دیوارهایی بلند روی بیاورد. سه دیوار به ترتیب با نام‌های
- دیوار ماریا (بیرونی‌ترین دیوار)
- دیوار رز (دیوار میانی)
- دیوار سینا (داخلی‌ترین دیوار)

از بشریت محافظت می‌کنند. این دیوارها به صورت سه دایره هم مرکز هستند که بر اساس اطلاعات منتشر شده کمترین ارتفاع آنها ۵۰ متر است. این در حالی است که تایتان‌ها در سه دسته
- تایتان‌های ۵ متری
- تایتان‌های ۷ متری
- تایتان‌های ۱۵ متری

وجود دارند؛ بنابراین تا اینجا ارتفاع دیوارها مانع از حمله تایتان‌ها به مردم خواهد شد. تا اینکه در سال ۸۴۵ دو تایتان با نام‌های «تایتان غول پیکر» و «تایتان زره‌پوش» ظاهر می‌شوند. تایتان غول پیکر ارتفاعی نزدیک به ۶۰ متر داشته و همچنین تایتان زره پوش باعث شکسته شدن دیوار «ماریا» می‌شود و همان‌طور که آرمین آرلرت تصور می‌کرد بشریت متوجه می‌شود که دیوارها نمی‌توانند به‌صورت همیشگی مانع حمله تایتان‌ها شوند.

### دیوار ماریا
دیوار ماریا (به انگلیسی: Maria) بیرونی‌ترین دیوار از بخش مرکزی است. بین دیوار ماریا و دیوار رز۲۴۰ کیلومتر فاصله وجود دارد و از دیوار ماریا تا دیوار سینا ۳۷۰ کیلومتر فاصله است. ارتفاع دیوار ماریا ۵۰ متر است.

### دیوار رز
دیوار رز (به انگلیسی: Rose) دیوار میانی که بین دیوار ماریا و دیوار سینا واقع شده است، رز نام دارد. فاصله بین دیوار رز و دیوار سینا ۱۳۰ کیلومتر است. در این صورت بین دیوار رز و بخش مرکزی ۳۸۰ کیلومتر فاصله است.همچنین «رز» نام رمز عملیات مخفیانه آلمان شرقی برای ساخت دیوار برلین بود.

### دیوار سینا
دیوار سینا (به انگلیسی: Sina) داخلی‌ترین دیوار است که از بخش مرکزی (پایتخت) ۲۵۰ کیلومتر فاصله دارد.
| نام دیوار     | مناطق شناخته شده | توضیحات |
| ------------- | --- | --- |
| ماریا (Maria) | بخش جنوبی: - شیگانشینا (Shiganshina) | دیوار ماریا بیرونی‌ترین دیوار پادشاهی بشر است. همانند سایر دیوارها ۵۰ متر ارتفاع دارد. در سال ۸۴۵ توسط «تایتان غول پیکر» و «تایتان زره‌پوش» مورد نفوذ قرار گرفت. ۶ سال بعد در سال ۸۵۱ حفره به‌وجود آمده توسط «ارن یگر» بازسازی شد. |
| رز (Rose)     | بخش شمالی: - یوتوپیا (Utopia) بخش شرقی: - کالانته (Kalante) بخش جنوبی: - تروست (Trost) بخش غربی: - کرلوا (Kerolva)                                              | دیوار رز دیوار میانی در سال ۸۵۰ توسط «تایتان عظیم‌الجثه» مورد نفوذ قرار گرفت. بعدها توسط «ارن یگر» و با حمایت ارتش حفره به‌وجود آمده توسط سنگ عظیمی پوشانده شد.                                                                   |
| سینا (Sina)   | بخش شمالی: - اوروود (Orvud) بخش شرقی: - استوهس (Stohess) بخش جنوبی: - اهرمیچ (Ehrmich) بخش غربی: - یارکیل (Yarckel) بخش داخلی: - میتراس (Mitras) - شهر زیرزمینی | دیوار سینا داخلی‌ترین دیوار بشریت است. برای محافظت از پادشاه و خانواده‌های اشراف ایجاد شده. شهرهای واقع در دیوار سینا توسط نیروی نظامی "پلیس نظامی" زیر نظر پادشاه، محافظت می‌شوند.                                                |

دیگر اطلاعات:
| نام دیوار     | فاصله از دیوار ماریا | فاصله از دیوار رز | فاصله از دیوار سینا | ارتفاع  | شعاع        | قطر         | محیط          | مساحت           |
| ------------- | -------------------- | ----------------- | ------------------- | ------- | ----------- | ----------- | ------------- | --------------- |
| ماریا (Maria) | *                    | ۱۰۰ کیلومتر       | ۲۴۰ کیلومتر         | ۵۰ متر  | ۴۸۰ کیلومتر | ۹۶۰ کیلومتر | ۳٬۰۱۵ کیلومتر | ۷۲۳٬۸۲۲ کیلومتر |
| رز (Rose)     | ۱۰۰ کیلومتر          | *                 | ۱۳۰ کیلومتر         | نامعلوم | ۳۸۰ کیلومتر | ۷۶۰ کیلومتر | ۲٬۳۸۷ کیلومتر | ۴۵۳٬۶۴۵ کیلومتر |
| سینا (Sina)   | ۲۴۰ کیلومتر          | ۱۳۰ کیلومتر       | *                   | نامعلوم | ۲۵۰ کیلومتر | ۵۰۰ کیلومتر | ۱٬۵۷۰ کیلومتر | ۱۹۶٬۳۴۹ کیلومتر |

## پخش

نقشه‌ای از قلمروی انسان‌ها در درون دیوارها. در شروع داستان، نزدیک به صد سال است که انسان‌ها درون این دیوارها زندگی می‌کنند و از دنیای بیرون آن بی‌خبرند.

### مانگا
مجموعه مانگای آن به‌دست انتشارات کودانشا در مجله بساتسو شونن از سپتامبر ۲۰۰۹ شروع شد. انتشار این مانگا در ژاپن به ۲۰ میلیون نسخه رسید. این مانگا با انتشار ۳۴ جلد و ۱۳۹ چَپتِر در ۲۱ آوریل ۲۰۲۱ بعد از ۱۱ سال به کار خود پایان بخشید.

### انیمه
انیمه «حمله به تایتان» در لیست ۲۵۰ سریال برتر وبسایت IMDB با امتیاز ۹ از ۱۰ در رتبه ۳۵ بهترین مجموعه سریال‌های تلویزیونی قرار دارد.

### جدول پخش
| فصل       | تعداد قسمت‌ها | تعداد قسمت‌ها | انتشارات اصلی                       | انتشارات اصلی                      |
| فصل       | تعداد قسمت‌ها | تعداد قسمت‌ها | اولین قسمت                          | آخرین قسمت                         |
| --------- | ------------ | ------------ | ----------------------------------- | ---------------------------------- |
| فصل اول   | ۲۵           | ۲۵           | ۷ آوریل ۲۰۱۳ برابر ۱۷ فروردین ۱۳۹۲  | ۲۹ سپتامبر ۲۰۱۳ برابر ۷ مهر ۱۳۹۲   |
| فصل دوم   | ۱۲           | ۱۲           | ۱ آوریل ۲۰۱۷ برابر ۱۲ فروردین ۱۳۹۶  | ۱۷ ژوئن ۲۰۱۷ برابر ۲۷ خرداد ۱۳۹۶   |
| فصل سوم   | پارت اول     | ۱۲           | ۲۳ ژوئیه ۲۰۱۸ برابر ۱ مرداد ۱۳۹۷    | ۱۵ اکتبر ۲۰۱۸ برابر ۲۳ مهر ۱۳۹۷    |
| فصل سوم   | پارت دوم     | ۱۰           | ۲۹ آوریل ۲۰۱۹ برابر ۹ اردیبهشت ۱۳۹۸ | ۱ ژوئیه ۲۰۱۹ برابر ۱۰ تیر ۱۳۹۸     |
| فصل چهارم | پارت اول     | ۱۶           | ۷ دسامبر ۲۰۲۰ برابر ۱۷ آذر ۱۳۹۹     | ۲۹ مارس ۲۰۲۱ برابر ۹ فروردین ۱۴۰۰  |
| فصل چهارم | پارت دوم     | ۱۲           | ۱۰ ژانویه ۲۰۲۲ برابر ۲۰ دی ۱۴۰۰     | ۴ آوریل ۲۰۲۲ برابر ۱۵ فروردین ۱۴۰۱ |
| فصل چهارم | پارت سوم     | ۱            | ۴ مارس ۲۰۲۳ برابر ۱۳ اسفند ۱۴۰۱     | ۴ مارس ۲۰۲۳ برابر ۱۳ اسفند ۱۴۰۱    |
| فصل چهارم | پارت چهارم   | ۱            | ۴ نوامبر ۲۰۲۳ برابر ۱۳ آبان ۱۴۰۲    | ۴ نوامبر ۲۰۲۳ برابر ۱۳ آبان ۱۴۰۲   |

#### فصل اول
پخش فصل اول مجموعه انیمه تلویزیونی آن به کارگردانی تتسورو آراکی و به تعداد ۲۵ قسمت از ۶ آوریل ۲۰۱۳ برابر تا ۲۸ سپتامبر همان سال در شبکه ماینیچی برودکاستینگ سیستم به طول انجامید.

#### فصل دوم
پخش فصل دوم این انیمه به پایان رسیده است.

#### فصل سوم
پخش فصل سوم این انیمه در ماه ژوئن ۲۰۱۸ صورت گرفت؛ و همچنین ۵ قسمت اووی‌ای از آن منتشر شد که سرگذشت برخی از شخصیت‌ها را به نمایش می‌گذارد. علاوه بر آن attack on titan:lost girls هم منتشر شد که داستان annie را در پایتخت تعریف می‌کند. همچنین نسخه‌های دیگری نیز از آن منتشر شد که شامل Picture Drama و [AnimeCreed] Shingeki! Kyojin Chuugakkou می‌شود.
آهنگ ابتدایی آن با نام گورن نو یومیا (به ژاپنی: 紅蓮の弓矢، با معنی لغوی تیر و کمان قرمز) را سوند هوریزون و آهنگ پایانی آن با نام اوتسوکوشیکی زانکوکو نا ساکای (به ژاپنی: 美しき残酷な世界، با معنی این دنیای زیبای بی‌رحم) را یوکو هیکاسا خوانده است.

#### فصل چهارم
فصل چهارم انیمه با نام «حمله به تایتان: فصل پایانی» منتشر شده است. در تاریخ ۶ دسامبر ۲۰۲۰ (برابر با ‎۱۶ آذر ۱۳۹۹) اولین قسمت فصل چهارم پخش شد. پارت اول فصل چهارم ۲۹ مارس ۲۰۲۱ (۹ فرودین ۱۴۰۰) به پایان رسید و پارت دوم در ژانویه ۲۰۲۲ (برابر با ۱۹ دی ۱۴۰۰) پخش شد. پارت سوم که شامل ۱ قسمت بود در تاریخ ۱۳ اسفند ۱۴۰۱ پخش شد. پارت چهارم فصل پایانی که شامل ۱قسمت است در تاریخ ۱۳ابان۱۴۰۲ پخش شد.

### بازی‌های ویدئویی
چهار بازی ویدئویی بر اساس حمله به تایتان‌ها به‌دست نیتروپلاس و با همکاری پروداکشن آی. جی ساخته شده است.

### فیلم سینمایی
نوشتار اصلی: حمله به تایتان

## پایان جنجال‌برانگیز
زمانی که مانگا حمله به تایتان در سال ۲۰۲۱ به پایان رسید، نتیجه داستان طرفداران را دچار اختلاف و نارضایتی کرد. تاجایی که حتی نویسنده در نهایت اعتراف کرد که پایان داستان آنطوری که امیدوار بود خوب از آب در نیامده.
با بیش از یک دهه دنبال کردن داستان، طرفداران امیدوار بودند که با رسیدن به اوج جنگ پرتنش داستان، نتیجهٔ رضایت بخشی به دست آید. اما متأسفانه سرنوشت ارن در حمله به تایتان تعداد زیادی از طرفداران را ناراضی کرد. بعد مرگ ارن، با مذاکرات صلح بین جزیره پارادایس و دنیا، به نظر می‌رسید کاری که ارن انجام داده تا حدودی جواب داده. با اینحال داستان در ادامه نشان می‌دهد که خشونت میان پارادایس و دنیا پس از سالهای زیادی بعد از مرگ ارن ادامه پیدا می‌کند تاجایی که پارادایس در اثر جنگ ویران می‌شود و ارن نمی‌تواند پارادایس را در دراز مدت نجات دهد.
همچنین در یکی از بخشی‌های پایانی داستان، آرمین از ارن برای قتل‌عام هشتاد درصد جمعیت دنیا تشکر می‌کند که مورد انتقاد بسیاری از مخاطبان قرار گرفت. در پایان هم بعد از تمام کارهای فجیعی که ارن انجام داد، حتی به عنوان پرنده ای تناسخ پیدا می‌کند که در داستان نماد آزادی بود.

## حواشی

### توقیف در چین
در ۱۲ ژوئن سال ۲۰۱۵ وزارت فرهنگ چین حمله به تایتان را به همراه ۳۸ عنوان انیمه و مانگا دیگر (شامل دفتر مرگ، سورت آرت آنلاین، ارگو پراکسی و ..) که به نظر آنها شامل صحنه‌های خشونت‌آمیز، مستهجن، تروریسم و خلاف عفت عمومی بود را توقیف کرد.

## اختلاف نظر بر سر ترجمهٔ اسم اثر
با اینکه این اثر با نام "حمله به تایتان" در بین فارسی‌زبان‌ها و "Attack on Titan" در جهان جا افتاده است، اما نظرات مختلفی دربارهٔ ترجمهٔ آن از زبان ژاپنی به انگلیسی وجود دارد. در عین حال "Shingeki no Kyojin" را می‌توان به صورت‌های "Titan of Attack" و "The Attack Titan" نیز ترجمه کرد. در زبان فارسی هم آن را می‌شود "تایتان حمله کننده (مبارز)" ترجمه کرد. در اواخر فصل سوم این انیمه، شخصیت ارن یگر نام "Shingeki no Kyojin" را به زبان می‌آورد و زیرنویس رسمی انگلیسی آن را "The Attack Titan" ترجمه می‌کند.

## بازخورد

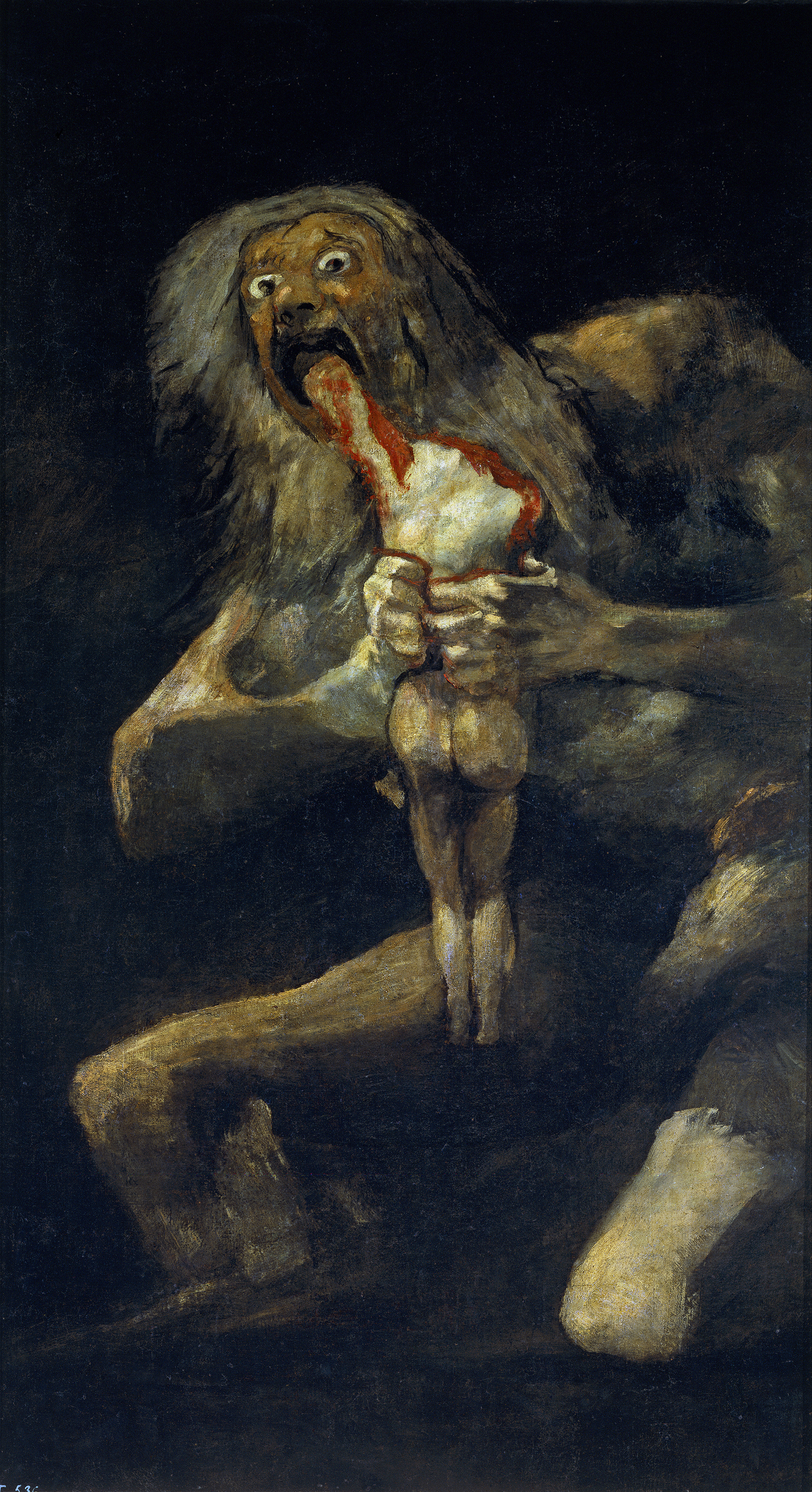
نقاشی تایتان ساتورن در حال بلعیدن پسرش, اثر فرانسیسکو گویا. برخی از صحنه‌های انیمه به این نقاشی شبیه‌اند.

مانگای حمله به تایتان برنده ۳۵ امین جایزه مانگای کودانشا در سال ۲۰۱۱ شد و برای دوره چهارم جایزه مانگای تایشو و دوره شانزدهم جایزه فرهنگی تازکو اوسامو نامزد شد. شش جلد از هفت جلد مانگای منتشر شده آن در آمریکای شمالی، در لیست پرفروش‌ترین مانگای نیویورک‌تایمز در ۱۳ اکتبر ۲۰۱۳ بود و جلد اول آن نیز برای ۳۱ هفته متوالی در این لیست قرار داشت. حمله به تایتان، با فروش ۱۵٬۹۳۳٬۸۰۱ دومین مانگای پرفروش سال ۲۰۱۳ بود و تا ژوئیه ۲۰۱۳، بیش از ۲۲ میلیون نسخه از آن در ژاپن به فروش رسیده بود.
بسیاری از منتقدان، حمله به تایتان را بیانگر «ناامیدی نسل جوان از جامعه امروزی» می‌دانند؛ درحالی‌که مائو یاماواکی، آن را داستان تازه‌ای از پسران و دخترانی می‌داند که هر قسمت آن بیننده را با معماهای جدیدی آشنا می‌کند که همین راز و رمزها به بیننده انتظارات جدیدتری می‌بخشد. برخی تصاویر آن را خام و ناپخته دانسته‌اند و خود ایسایاما نیز به مبتدی بودن طراحی‌هایش اعتراف کرده است.
انیمه جوایز بسیاری در مجله نیوتایپ برد. کارلو سانتوس گفته که اگرچه این نمایشی آخرالزمانی است اما کمتر نمایشی به اندازه حمله به تایتان به کمال خود رسیده است. سانتوس این اثر را «شاهکار مرگ و خرابی» نامیده است. ربکا سیلورمن آن را مخلوطی از داستان‌های قرن هجدهمی آن رادکلیف و برخورد ترس و وحشت دانسته است. بخش فیزیکی آن که باعث می‌شود از دیدن آن روی برگردانید و بخش روشنفکرانه و هوشمندانه آن که شما را به دانستن بخش‌های پسین مایل می‌کند.

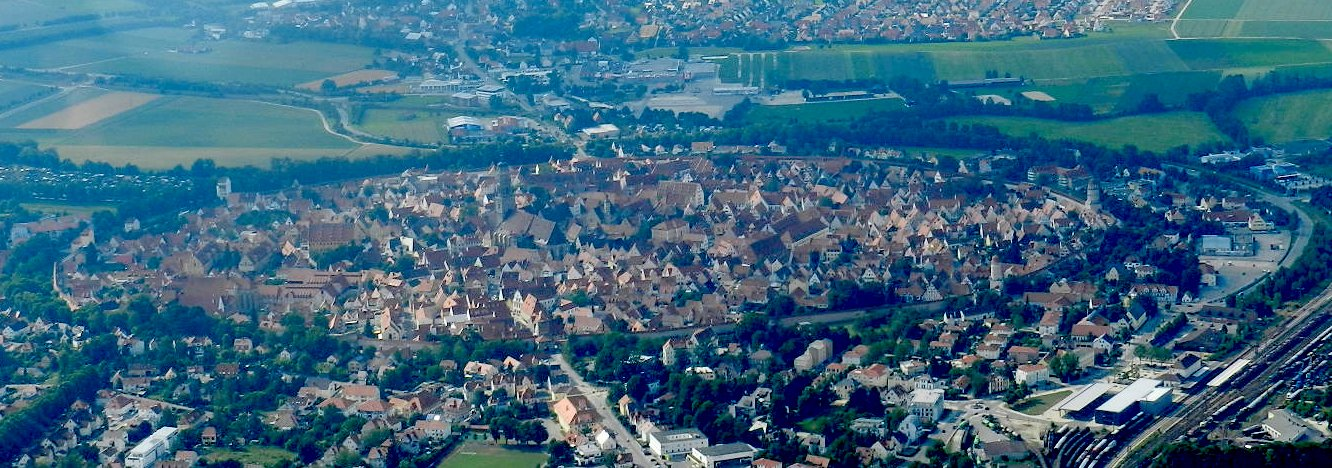
شهر نوردلینگن در ایالت باواریای آلمان الهام‌بخش طراحی شهرهای شیگانشینا و تروست در انیمه بوده‌اند.

انیمه حمله به تایتان در کشورهای همسایه ژاپن نیز به محبوبیت بالایی دست یافته است. به عنوان مثال در نسخه ۲۷ می ۲۰۱۳ روزنامه چینی زبان هنگ‌کنگ با نام آم۷۳۰، تصویر روی جلدش را به این انیمه اختصاص داده و محبوبیت آن در هنگ‌کنگ را به اندازه محبوبیتش در چین و تایوان دانسته است. البته انتقاداتی نیز به این انیمه شده است؛ مجله الکترونیکی تایمز کره جنوبی، حمله به تایتان را در جهت کمک به اهداف و تمایلات نظامی نخست‌وزیر ژاپن، شینزو آبه، دانسته است. همچنین گفته شده که تایتان‌های متخاصم در این مجموعه، استعاره‌ای از کشور چین هستند. در پستی از وبلاگ ایسایاما در سال ۲۰۱۰ گفته شده بود که شخصیت دات پیکسیس از روی شخصیت آکی‌یاما یوشیفورو، ژنرال جنگ جهانی دوم ارتش ژاپن، گرفته شده است؛ همین مسئله باعث درگرفتن درگیری‌های لفظی بسیاری از سوی بازدیدکنندگان وبلاگ او شد که در برخی از آن‌ها ایسایاما را به مرگ تهدید کردند.
تفاسیر انتقادی حمله به تایتان ویژگی‌های مشترک نژاد الدیان و قوم یهود را برجسته می‌کند و اذعان می‌کند که آزار و اذیت آنها توسط مارلی‌ها مشابه آزار یهودیان توسط آلمان نازی است. این امر منجر به اتهامات و تئوری‌هایی مبنی بر یهودستیزی و عذرخواهی فاشیسم علیه سریال و نویسنده آن، ایسایاما شده است، از جمله ادعاهایی مبنی بر اینکه ایسایاما در حال ترویج ناسیونالیسم و تئوری توطئه سلطه جهانی یهودیان است. با این حال، استدلال‌های مخالف ادعا کرده‌اند که، در حالی که الدین‌ها آینه قوم یهود هستند، آنها برای همدردی خوانندگان در نظر گرفته شده‌اند به جای اینکه به عنوان افراد شرور به تصویر کشیده شوند. در سال ۲۰۲۰، شان امین، که برای The New Republic می‌نویسد، حمله به تایتان را مورد علاقه انجمن‌های اینترنتی ناسیونالیست راست افراطی و سفیدپوستان معرفی کرد، در حالی که به این نکته اشاره کرد که مردم تمایل دارند «داستان‌ها را برای یافتن پیام‌هایی که دوست دارند، تفسیر می‌کنند».